# Volkswagen Sharan
A Volkswagen Sharan é uma minivan de porte médio produzida pela Volkswagen desde 1995. O modelo nasceu no âmbito da parceria com a Ford que também propiciou o desenvolvimento da Ford Galaxy e da SEAT Alhambra. Todos estes três modelos são produzidos pela Autoeuropa em Palmela, Portugal.

## Galeria
- Primeira geração (1995-2010)
- Segunda geração (2010-presente)